# Preston Richard
Preston Richard är en civil parish i Storbritannien.   Den ligger i grevskapet Cumbria och riksdelen England, i den centrala delen av landet, 300 km nordväst om huvudstaden London.